# Juan Mora Fernández

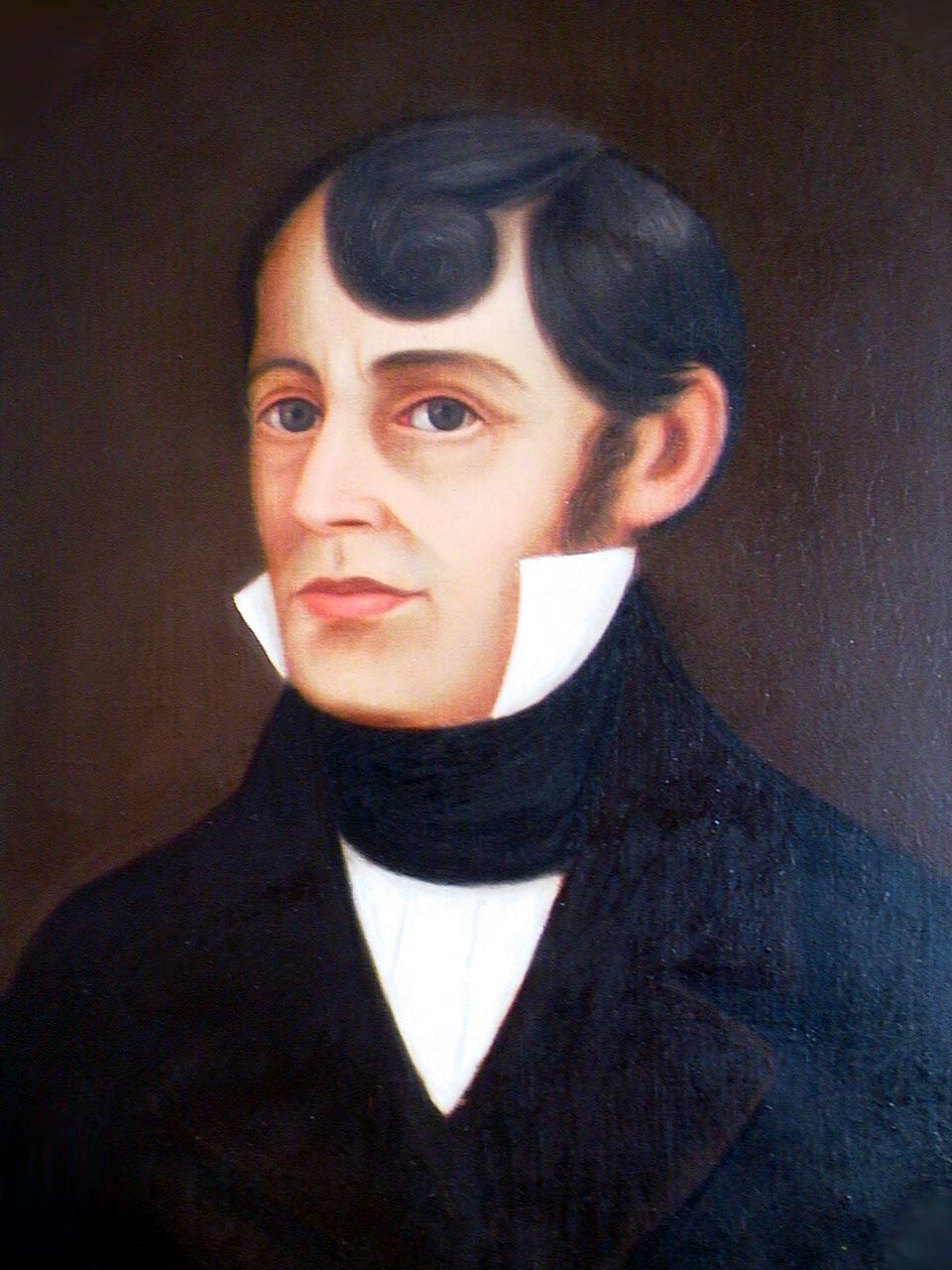
Juan Mora Fernández, ca. 1833. Gemälde in der Galerie der Legislativversammlung von Costa Rica

Juan Mora Fernández (* 12. Juli 1784 in San José; † 16. November 1854 in San José) war ein costa-ricanischer Politiker.
Mora Fernandéz war vom 8. September 1824 bis zum 9. März 1833 Präsident von Costa Rica, das erste Jahr davon provisorisch. 1825 wurde er dann mit großer Mehrheit von der Nationalversammlung gewählt und damit das erste gewählte Staatsoberhaupt des Landes. Das wichtigste Ereignis in seiner Amtszeit war eine Landreform, die zur Folge hatte, dass sich eine Klasse aus wenigen, mächtigen Kaffeebaronen bildete.
Nach seiner Präsidentschaft bekleidete Mora Fernández noch verschiedene Ämter – unter anderem war er zweimal kurzfristig Vizepräsident. Zuletzt war er von 1850 bis zu seinem Tod 1854 Präsident des Obersten Gerichtshofs Costa Ricas.

## Senda Ignorada
Im kolonialen Neuspanien waren die Eigentumsverhältnisse zu einem großen Teil über Ejidos festgeschrieben, welche dem Immobilienmarkt nicht zur Verfügung standen. Diese Eigentumsform und das Eigentum der Kirche säkularisierten und privatisierten Liberale wie Mora.
1983 drehte der Regisseur Ingo Niehaus den Spielfilm Senda Ignorada. Der Film zeigt die Versuche von Juan Mora Fernández eine Landreform durchzuführen. Von 1820 bis 1821, als Alcalde von San José, verteilte er Ejidoland, kostenlos an Einzelpersonen, mit der Auflage Kaffee zu kultivieren. Im Film beendet eine Gruppe Händler als Vertreter der aufstrebenden Mittelschicht, durch Verrat die Reform.